# نصرالدین مقدیش
نصرالدین مقدیش (انگلیسی: Nasreddine Megdich؛ زادهٔ ۲۹ اوت ۱۹۹۱) بازیکن هندبال اهل قطر است.